# Animales fantásticos y dónde encontrarlos
Animales fantásticos y dónde encontrarlos (título original en inglés: Fantastic Beasts and Where to Find Them) es un libro de 2001 escrito por la autora británica J. K. Rowling sobre las criaturas mágicas de Harry Potter.
En una entrevista de 2001 con la editorial Scholastic, Rowling dijo que ella eligió el tema de las criaturas mágicas porque era un asunto divertido para el cual ella ya había desarrollado mucha información en libros anteriores. El nombre de Rowling no aparece en la tapa del libro, ya que trabajó bajo el seudónimo Newt Scamander.
El libro beneficia a la asociación caritativa Comic Relief. Más del 80% del precio de venta de cada libro se destina a niños en situación de pobreza en distintos lugares del mundo. De acuerdo con Comic Relief, las ventas de este libro y su acompañante Quidditch a través de los tiempos han recaudado más de 17 millones de libras.
El 12 de septiembre de 2013, Warner Bros y Rowling anunciaron que producirían una película inspirada en el libro, siendo la primera de una nueva trilogía. La historia transcurre en Nueva York, con Newt Scamander como protagonista, setenta años antes de que la historia de Harry comience.

## Sinopsis
Animales fantásticos y dónde encontrarlos pretende ser una reproducción de un libro de texto propiedad de Harry Potter y escrito por el magizoólogo Newt Scamander. En la serie, la magizoología es el estudio de las criaturas mágicas.
Albus Dumbledore, director de Hogwarts, proporciona el prólogo y explica el propósito de la edición especial de este libro (la caridad de Comic Relief). Al final, le dice al lector, «(...) las asombrosas criaturas que se describen a continuación son imaginarios y no pueden hacerles daño.» Él repite el lema de Hogwarts: «Draco dormiens nunquam titillandus», el latín para «Nunca le hagas cosquillas a un dragón dormido». Los beneficios relacionados con tal edición (2017) han sido destinados por Rowling a las organizaciones Comic Relief y Lumos.
Animales fantásticos y dónde encontrarlos contiene la historia de la magizoología y describe las 75 especies mágicas encontradas alrededor del mundo. Scamander dice que recolectó la mayoría de la información encontrada en el libro a través de observaciones hechas en años de viajes por los cinco continentes. Él nota que la primera edición fue encargada en 1918 por el señor Augustus Worme de Obscurus Books. Sin embargo, no fue publicado hasta 1927. Ahora está en su quincuagésima segunda edición.
En el universo Harry Potter,  el libro es un texto requerido para todos los estudiantes de primer año de Hogwarts, siendo aprobado desde su primera publicación. En el prólogo del libro, Albus Dumbledore nota que sirve como una excelente referencia a las familias mágicas además de su uso en Hogwarts.
El libro tiene garabatos y comentarios supuestamente agregados por Harry, Ron y Hermione, los cuales parecerían estar escritos alrededor del momento del cuarto libro, Harry Potter y el cáliz de fuego. Estos garabatos agregan alguna información adicional para los fanáticos de la serie, por ejemplo, la sección que habla de la acromántula tiene un comentario que confirma que Hogwarts está localizada en Escocia.
Integrado en el diseño, la tapa del libro parece haber sido rasgada por algún tipo de animal.

### Contenido
- Acerca del autor
- Prólogo de Albus Dumbledore
- Introducción de Newt Scamander
  - Sobre este libro
  - ¿Qué es una bestia?
  - Una breve historia del conocimiento muggle de las criaturas fantásticas
  - El ocultamiento de las criaturas mágicas
- La importancia de la Magizoología
- Clasificaciones del Ministerio de Magia
- Bestias fantásticas de la A a la Z

## Edición de 2017
En 2017 se decidió publicar una edición revisada y actualizada, debido a la incorporación de nuevas criaturas en las películas de Animales fantásticos y dónde encontrarlos. Salamandra se encargó de la publicación en español. El libro es en tapa dura y contiene un nuevo prólogo escrito acreditado a Newt Scamander y 6 nuevas criaturas (escondedetras, hodag, serpiente cornuda, snallygaster, pájaro del trueno y el gato wampus). Los garabatos y comentarios supuestamente agregados por Harry, Ron y Hermione fueron eliminados de esta nueva edición.
La tapa del libro actualizado cuenta con un diseño más moderno que la edición 2001 y posee imagen ilustrativa de algunas criaturas.

## Recepción
Jeff Jensen de Entertainment Weekly calificó al libro con una 'A' y escribió que «con sus lecciones de historia ricas en detalles y su ingenioso debate analizando las diferencias entre ser y bestia, más una recopilación de 85 criaturas mágicas que está lleno de juegos de palabras de la marca registrada de Rowling ('Glumbumble' es un destacado), 'Animales' agrega una nueva dimensión vital a la mitología de Potter.»

## Adaptación cinematográfica
Warner Bros. anunció el 12 de septiembre de 2013 que J. K. Rowling estaría haciendo su debut como guionista con la primera de una serie de películas planeada basada en Animales fantásticos y dónde encontrarlos, parte de una sociedad creativa expandida con Rowling. La autora dijo que la nueva franquicia de películas, la cual se centrará en la vida de Newt Scamander, no será una precuela ni una secuela directa de la serie Harry Potter, aunque transcurrirá en el mismo mundo como la serie de libros. La primera película se establecerá setenta años antes de las películas de Potter, en el Nueva York de la década de 1920. David Heyman, que produjo todas las películas de Harry Potter, regresará para trabajar nuevamente con la serie. La película se estrenó el 18 de noviembre de 2016.
En octubre de 2013, la estrella de Harry Potter Daniel Radcliffe dijo que seguramente no sería parte de la película. De acuerdo con Rowling, luego de que Warner Bros vino queriendo una adaptación, ella escribió un primer borrador del guion en doce días. Ella dijo, «No era un borrador genial pero mostraba la forma en que debería verse. Así que así es como todo comenzó.» En marzo de 2014, Warner Bros. confirmó que la historia sería estrenada como una trilogía. Hasta mayo de 2014 no se confirmó ningún director ni miembro del reparto. El 19 de mayo de 2014, de acuerdo con la reportera de entretenimiento Nikki Finke, Alfonso Cuarón, que dirigió Harry Potter y el prisionero de Azkaban, estaba en negociaciones para dirigir la película, pero Cuarón finalmente rechazó la oferta.
En julio de 2014, Warner Bros. anunció que Animales fantásticos y dónde encontrarlos de J. K. Rowling está establecida para rodarse en los Warner Bros. Studios de Leavesden en el Reino Unido, el cual pasa a albergar el Harry Potter Studio Tour: The Making of Harry Potter. En agosto de 2014, Warner Bros. estaba en negociaciones con David Yates para dirigir la película.
En junio de 2015, después de varios rumores, se confirmó al actor Eddie Redmayne para interpretar al protagonista Newt Scamander y a la actriz Katherine Waterston en el rol protagónico femenino.
En octubre de 2016, a través de la cuenta de Twitter de la franquicia, se informó que no serían tres películas, sino cinco en total.En noviembre de 2022, se informó que Animales Fántasticos: Los Secretos de Dumbledore sería la última película.